# 엠스도르프 전투
엠스도르프 전투는 7년 전쟁 기간 중 1760년 7월 14일 오늘날 독일의 헤센(Hesse) 지방에 있는 엠스도르프에서 벌어진 전투로 헤센-카셀 공 휘하의 영국, 하노버, 헤센 연합군이 프랑스군의 기지 사령관 글라우비츠(Glaubitz) 원수 휘하의 프랑스군과 격돌하였다. 결과는 동맹군의 승리였다.